# Lasianthus bracteolatus
Lasianthus bracteolatus är en måreväxtart som beskrevs av Friedrich Anton Wilhelm Miquel. Lasianthus bracteolatus ingår i släktet Lasianthus och familjen måreväxter. Inga underarter finns listade i Catalogue of Life.